# Les Menteuses (roman, 1970)
 (mai 2018).
Les Menteuses est un roman policier de Charles Exbrayat paru en 1970.

## Résumé
Le commissaire Honoré Cervione, originaire de Corse mais nommé à  la police de Nice, est tiré de son repos dominical lorsqu'on lui annonce qu’un de ses adjoints, l’officier de police Antoine Piétrapiana, sa femme et son père (Corses également) ont été froidement abattus alors qu’ils profitaient eux aussi de la belle journée. Seuls ont échappé au massacre Basilia Piétrapiana, mère d’Antoine, et les enfants du jeune couple, qu’elle était partie promener.
Les soupçons de la police se portent immédiatement sur Fred Cabris, un homme du gang de Gaston Conségude, dont Piétrapiana avait fait arrêter la compagne quelques mois plus tôt.
Basilia Piétrapiana prétend tout ignorer de l’identité des assassins, mais seulement parce qu’elle estime que ce n’est pas à la police de venger ses morts, mais à elle-même, selon l’antique loi de la vendetta.
Elle recrute d’abord pour sa vengeance ses vieilles voisines, Corses comme elle, puis leurs maris. Les membres de la bande de Conségude se font décimer un par un par les pièges tendus par ces vieilles femmes, tandis que la police, qui ne peut arrêter personne vu le refus de témoigner de Basilia, ne peut ni avancer dans l’enquête officielle, ni empêcher les vieillards de continuer à tuer.

## Éditions
Le roman paraît initialement en 1970 dans la collection Le Masque sous le no 1141. Réédité en 1974 dans la collection Club des Masques sous le no 223, il connaît une dernière réédition dans la collection Le Livre de poche (no 5914) en 1984. 